# Морковник (обиходные названия)
Морко́вник (от рус. морковь, морковный) — растение, похожее на морковь своей зеленью, формой или запахом листьев. В разных диалектах и местностях под обиходным названием морковник могут иметься в виду различные растения семейства Зонтичные (Apiaceae), так или иначе, напоминающие своим внешним видом морковь.

## Значения
- Морко́вник (лат. Silaum) — небольшой род многолетних травянистых растений семейства Зонтичные.
- Морко́вник (лат. Silaum silaus) — тривиальное обиходное название морковника обыкновенного, одного из видов рода морковник; широко распространённого многолетнего травянистого растения семейства Зонтичные.
- Морко́вник (лат. Daucus carota)[1]:322 — распространённое обиходное название моркови дикой, одного из видов рода Морковь семейства Зонтичные.
- Морко́вник или дикая морковь (лат. Laserpitium)[2] — одно из народных названий Гладыша, рода многолетних травянистых растений семейства Зонтичные.
- Морко́вник (лат. Peucedanum officinale) — одно из распространённых южно-сибирских названий Горичника лекарственного и близких к нему видов того же рода[3]:175 из семейства Зонтичные.
- Морко́вник (лат. Peucedanum morisonii)[4]:199 — одно из тривиальных названий Горичника Морисона, многолетнего травянистого растения из семейства Зонтичные.
- Морко́вник или кервель (лат. Chaerophyllum bulbosum)[5] — одно из народных названий Бутеня клубненосного (пестреца) из семейства Зонтичные.
- Морко́вник (лат. Anthriscus sylvestris)[6] — одно из народных названий Купыря лесного, одного из видов рода Купырь семейства Зонтичные.

- Морковник обыкновенный
- Морковь дикая
- Гладыш
- Горичник лекарственный
- Горичник 
Морисона
- Кервель
- Купырь